# Jörg Buchna
Jörg Buchna (* 13. März 1945 in Wittenberge) ist ein evangelisch-lutherischer Geistlicher und war bis zum 14. März 2010 Öffentlichkeitspastor des evangelisch-lutherischen Sprengels Ostfriesland. Über seine berufliche Arbeit hinaus ist Buchna auch als Autor zahlreicher Bücher bekannt.

## Leben
Buchna wuchs in Hannover auf. Nach Schule, Theologiestudium und Vikariat war er von 1972 bis 1990 Gemeindepastor innerhalb der Evangelisch-lutherischen Landeskirche Hannovers und zwar zunächst in Norden, danach in Jesteburg und anschließend Wennigsen (Deister). 1990 folgte er der Berufung zum Öffentlichkeitspastor des Sprengels Ostfriesland der Evangelisch-lutherischen Landeskirche Hannovers und nahm seinen Wohnsitz wieder in Norden, wo er bis heute lebt.
Neben seinem hauptamtlichen Dienst, in dem er nach eigenen Aussagen über 6000 kirchliche Pressemeldungen verfasste, veröffentlichte er seit 1980 über 20 Bücher mit einer Gesamtauflage von mehr als 200.000 Exemplaren.
Jörg Buchna ist verheiratet mit Edda, geborene Kromminga. Das Ehepaar hat vier Kinder.

## Werke
Trilogie mit „Heiteren Geschichten um Talar und Altar“
- Kanzelschwalben fliegen nicht nur sonntags (1980)
- Glaubenszwiebeln tränen nicht (1982)
- Auch Kirchenmäuse schmausen manchmal (1983)

Gebetbände
- Dich rufen wir an. Gebete für den Gottesdienst (1982)
- Kasualgebete (1982)
- Zu dir rufen wir. Praxishilfe thematische Gebete (1996)
- Gebete für Gottesdienst und Kasualien (1997)

Bildmeditationen
- Dein sind Wogen und Wind (1985)
- Auf den Spuren deiner Liebe (1986)
- Leben aus deiner Hand (1989)

Weihnachtserzählungen
- Die Tür zur Weihnacht (Herausgeber; 1994)
- Engel fliegen auch zu dir (1997)
- Die Engel der Weihnacht (Herausgeber; 2001)

Theologische Schriften
- Mit Zurückweisungen leben (2000)
- Dank sei Gott (2002)
- 1x1 des Kirchenjahres (2005)
- Worte, die mich begleiten. Glaubenseinblicke (Herausgeber; 2008)

Trilogie mit biblischen Redewendungen
- Alle Jubeljahre ist nicht der wahre Jakob (2003)
- Schwarzen Schafen geht ein Licht auf (2004)
- Ein Unschuldslamm im siebten Himmel (2006).

Insbesondere mit den drei letztgenannten Büchern hat er biblische Redewendungen im täglichen Sprachgebrauch neu beschrieben und damit in Ostfriesland großen Erfolg gehabt. Die Erlöse aus seinen Büchern hat er für kirchliche und wohltätige Zwecke gespendet.